# Arrabal (Zaragoza)

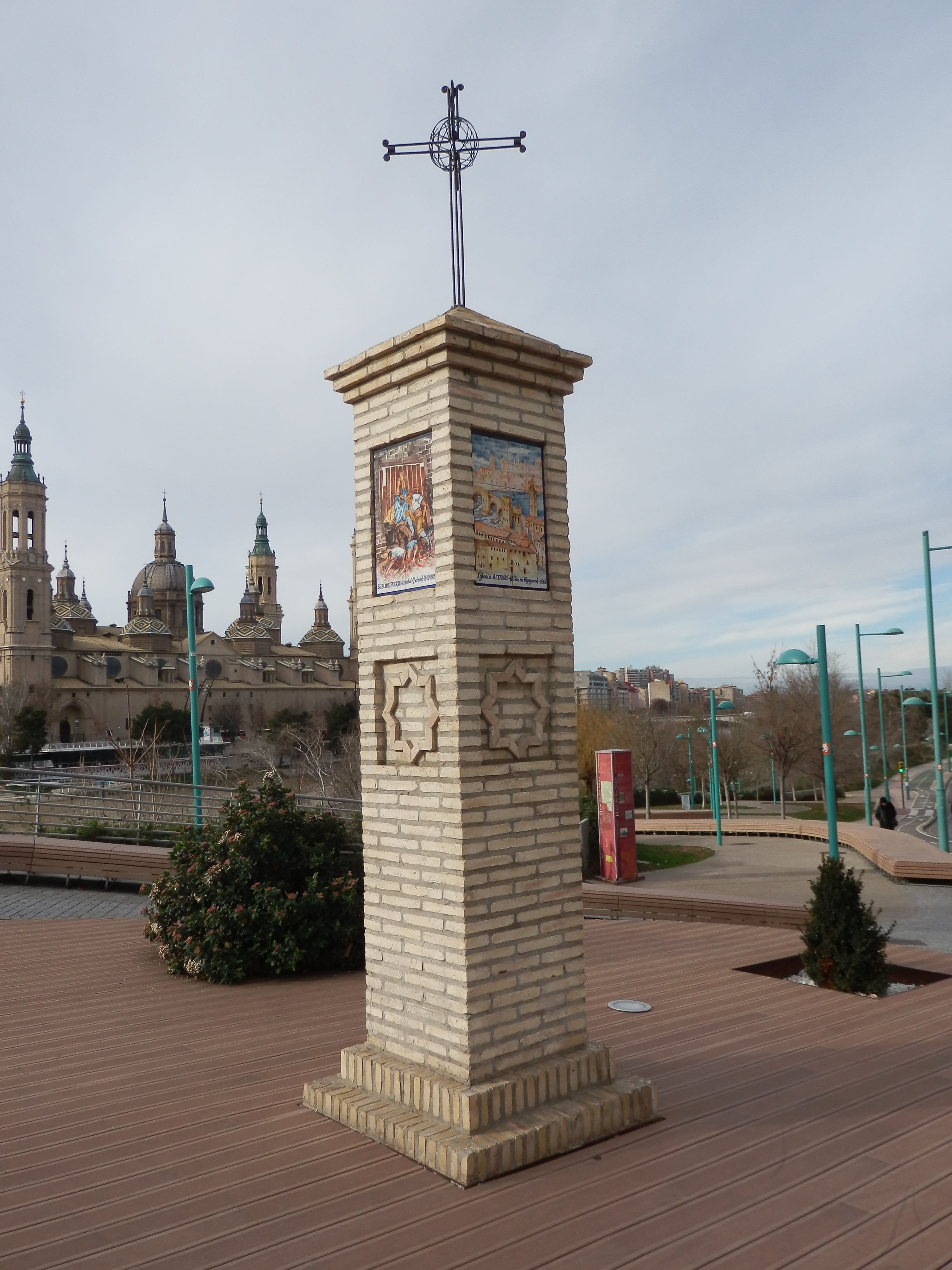
Pairón del Puente de Piedra donde se ubicaba la Ermita de Altabás.

El barrio del Arrabal (o también en su forma aragonesa El Rabal) es una zona de Zaragoza que se ubica en la margen izquierda del río Ebro dentro del distrito de El Rabal.
De origen humilde como el resto de arrabales de la Península, está considerado como uno de los barrios más antiguos de la ciudad debido a que era el lugar donde vivían muchos agricultores de Zaragoza y el primer barrio de la margen izquierda.
El patrón del barrio es San Gregorio Magno que se venera durante todo el año en la iglesia de Nuestra Señora de Altabás y anualmente se organiza una romería a la ermita que existe en el vecino barrio rural de San Gregorio.

## Vecinos ilustres
- Tío Jorge
- Royo del Rabal
- Benito Rodrigo González

## Construcciones relevantes
En pie
- Puente de Piedra
- Parque del Tío Jorge
- Iglesia de Nuestra Señora de Altabás

Desaparecidas
- Convento de Nuestra Señora de Altabás
- Balsas de Ebro viejo
- Campo de fútbol del Arrabal[4]

## Entidades sociales
- Cofradía del Santísimo Ecce Homo y Nuestra Señora de las Angustias
- Asociación de Vecinos Tío Jorge Arrabal
- Club Deportivo San Gregorio Arrabal

## Fiestas
En honor a San Gregorio Magno, se celebraran todos los años entre la primera y la segunda semana de mayo, celebrándose una romería a la Ermita de San Gregorio, siendo esta la única romería que pervive en Zaragoza.